# Lee-Anne Liebenberg
Lee-Anne Liebenberg es una actriz y doble de acción sudafricana, reconocida por su trabajo en películas como Doomsday (2008), Chappie (2015) y District 9 (2009).
En 1995 representó a Sudáfrica en el certamen International Gladiators 2.

## Biografía
Liebenberg inició su carrera como doble de acción en la película sudafricana Yankee Zulu de 1993 bajo la dirección de Gray Hofmeyr. Su trabajo empezó a tomar repercusión, lo que la llevó a trabajar además en producciones de cine internacional como Danger Zone, Sweepers, The Breed, Avengers: Age of Ultron, Resident Evil: The Final Chapter y la película zambiana No soy una bruja. En su país natal, se desempeñó como doble en importantes producciones como Chappie, District 9, Vehicle 19 y Skorokoro. Como actriz ha participado además en diversas películas y series de televisión internacionales.

## Filmografía

### Como doble de acción

#### Cine
- Bloodshot (2020)
- Revolt (2017)
- I Am Not a Witch (2017)
- Resident Evil: The Final Chapter (2016)
- Skorokoro (2016)
- Avengers: Age of Ultron (2015)
- Chappie (2015)
- Safari (2013)
- Layla Fourie (2013)
- Vehicle 19 (2013)
- Death Race 2 (2010)
- District 9 (2009)
- Ouma se Slim Kind (2007)
- Prey (2007)
- Primeval (2007)
- The Breed (2006)
- Consequence (2003)
- Sumuru (2003)
- Panic (2002)
- Askari (2001)
- Cold Harvest (1999)
- Sweepers (1998)
- Orion's Key (1996)
- Danger Zone (1996)
- Warhead (1996)
- Live Wire 2: Human Timebomb (1995)
- Lunarcop (1995)
- Never Say Die (1994)
- Cyborg Cop II (1994)
- Fleshtone (1994)
- Project Shadowchaser II (1994)
- Yankee Zulu (1993)

#### Televisión
- Vlug na Egipte (2015)
- Silent Witness (2008)
- Uncle Max (2006)
- Supernova (2005)
- Slipstream (2005)
- Home Alone 4 (2002)
- Operation Delta Force (1997)

### Como actriz

#### Cine
- Rogue (2020)
- Death Race 2 (2010)
- Doomsday (2008)
- Straight Outta Benoni (2005)
- Wake of Death (2004)
- Merlin: The Return (2000)
- Cold Harvest (1999)
- Warhead (1996)
- Fleshtone (1994)

#### Televisión
- Blood Drive (2017)
- Planet of the Apemen: Battle for Earth (2011)
- Charlie Jade (2005)
- Shark Attack (1999)
- Tarzan: The Epic Adventures (1997)